# Egis Gyógyszergyár Zrt.
Компания «ЭГИС» — венгерская фармацевтическая компания, одна из лидирующих фармацевтических компаний в Центральной и Восточной Европе. Основана в 1863 году. Деятельность компании распространяется на все области фармацевтического производства от исследований и разработок до производства активных субстанций и готовой продукции для продажи. Центральный офис находится в Будапеште, Венгрия. Компания «ЭГИС» занимает второе место в Венгрии на рынке лекарств после компании «Gedeon Richter».
Сегодня общий штат сотрудников «ЭГИС», включая зарубежные представительства, составляет 4000 человек, а сама компания занимает 26 место в рейтинге работодателей Венгрии. 76 % оборота компания получает от экспорта, её продукция продается более чем в 60 странах мира, в 18 из которых «ЭГИС» имеет представительства и филиалы (8 представительств находятся в Венгрии).

## Структура
В производственную структуру ОАО «ЭГИС» входят:
- основное предприятие в Будапеште, которое производит активные лекарственные субстанции, лекарственные препараты в форме таблеток, драже и капсул;
- лаборатория и ампульный цех в пригороде Будапешта;
- предприятие в Кёрменде, специализирующееся на производстве препаратов в форме мазей, суппозиториев, порошков, сиропов и аэрозолей.

## Производство
Основные составляющие портфеля «ЭГИС»:
1. кардиологическая группа препаратов: Розулип, Эгитромб, Кордафлекс РД, Эгилок, Хартил;[4]
2. психоневрологическая группа препаратов: Алзепил, Велаксин, Грандаксин, Стимулотон, Луцетам;[5]
3. урогинекологическая группа: Бетадин, Залаин, Сорбифер Дурулес, Тулозин;[6]
4. группа препаратов различных терапевтических классов: Халиксол, Супрастин, Супрастинекс, Эролин, Парлазин.

Важным шагом в развитии внешних стратегических связей для «ЭГИС» стал альянс с крупнейшим фармацевтическим концерном — фармацевтической группой Servier, которому на сегодняшний день принадлежит 50,9 % акций завода. Приоритетом научно-производственного сотрудничества двух фирм являются разработки в области препаратов для лечения сердечно-сосудистых заболеваний и поражений ЦНС.
На сегодняшний день «ЭГИС» выпускает 114 препаратов в 212 формах. ОАО «Фармацевтический завод ЭГИС» производит 4,5 миллиарда таблеток, 140 миллионов упаковок лекарственных средств и 500—600 тонн активных веществ в год.
Оригинальные лекарственные средства компании:
- Галидор (экспорт в 50 стран мира);
- Грандаксин (экспорт в 25 стран мира);
- Энерион (уникальный препарат для лечения астении).

В разные годы 7 препаратов ОАО «Фармацевтический завод Эгис» были удостоены «Большой венгерской инновационной премии»: 1992 год — «Кордафлекс»; 2003 год — «Таллитон»; 2004 год — «Стимулотон»; 2006 год — «Рилептид»; 2007 год — «Велаксин ретард»; 2008 год — «Кетилепт»; 2012 год — «Эгитромб».

## Исследовательский потенциал
Компания «ЭГИС» инвестирует около 9 % от своего оборота в исследования и разработки новых и генерических препаратов — в 2010—2011 году инвестиции составили более 40 млн евро. По уровню вложений в научно-исследовательскую деятельность компания «ЭГИС» занимает четвёртое место среди всех компаний Центральной и Восточной Европы.
Научно-исследовательская деятельность «ЭГИС» охватывает три основные терапевтические группы: препараты для лечения сердечно-сосудистых заболеваний, центральной нервной и дыхательной систем. В то же время внимание научного пула компании привлекают и другие области медицины, в частности, онкология. Благодаря этому продажи лекарственных средств этой группы в 2010—2011 году увеличились на 19 % по отношению к предыдущему году.

## Экономические показатели
Компания «ЭГИС» занимает III место по объёму импорта в Венгрии. 32 % всего объёма продаж компании приходится на Российскую Федерацию и страны СНГ, 27 % — на Центральную и Восточную Европу. Чистая выручка компании в 2010—2011 финансовом году составила около 450 млн евро, из которых 73 % пришлось на экспортные продажи и 27 % на продажи в Венгрии и России.